# Келлер, Герард
Герард Келлер (нидерл. Gerard Keller; 13 февраля 1829, Гауда — 10 января 1899, Арнем) — нидерландский прозаик.
Большое распространение в своё время получило его описания путешествий «Лето на Севере» (Een zomer in het Noorden, 1860) и «Лето на Юге» (Een zomer in het Zuiden, 1863—1864). Написал и ряд новелл (частично переведены на немецкий язык; собрание их издано в 1882 в Гааге). В качестве редактора «Kunstkronik» работал над историей нидерландского искусства. Он же драматический поэт и популярный писатель для юношества. Наиболее значительное произведение — трёхтомный роман «Из дома» (Van huis, 1867). Пользовались успехом его комедии «Игровое поле, или Белая лента» (Het ganzebord of het blauwe lint, 1874), «Вернувшийся» (Teruggekeerd, 1875), «Дочь цирюльника» (De dochter van den barbier, 1878), «Опасная племянница» (Het gevaarlijke nichtje, 1884).